# Fijenoord
Fijenoord a été une entreprise de construction navale et de fabrication de moteurs  à Rotterdam, aux Pays-Bas, de 1929 à 1999. En 1929, elle a fusionné avec Wilton pour devenir Wilton-Fijenoord.

## Les premières années

### Premiers navires et activités du NSBM
En 1823, la Nederlandsche Stoomboot Maatschappij (NSBM), une compagnie maritime, a été fondée par Gerhard Mauritz Roentgen, qui n'était pas seulement un homme d'affaires, mais aussi un technicien visionnaire. Ses premières idées commerciales pour la NSBM étaient un certain nombre de lignes de Rotterdam vers les rivières et certaines villes de la mer du Nord. Les navires nécessaires ont été conçus par Roentgen. Le 12 avril 1823, le chantier naval Hogendijk de Capelle aan de IJssel lance le De Nederlander, le premier navire à vapeur néerlandais, mais avec une machine à vapeur anglaise. Il est utilisé pour une ligne vers Anvers et une ligne vers Nimègue. Le 10 mai 1824, Hoogendijk lance le De Zeeuw avec une machine de Cockerill. Hoogendijk avait alors trois autres navires en construction. En mars 1825, le De stad Antwerpen était en action sur le Rhin. En mai 1825, le De stad Nijmegen était en action près de Hellvoetsluis. En septembre 1825, le De Rijn (longueur 140 pieds, largeur 18 pieds) était en action sur le Rhin supérieur.
En avril 1825, le NSBM a levé des fonds pour un Packet à vapeur pour une ligne vers Hambourg, un remorqueur pour les fleuves et les estuaires, un bateau à vapeur pour le Rhin et un bateau à vapeur pour le service entre Antwerpen et Boom (une ville sur l'Escaut). Le 9 mai 1825, le premier de ces projets a été lancé lorsque Fop Smit, dans le Nieuw Lekkerland, a engagé le De Batavier pour le NSBM. Le plan était de l'utiliser pour une ligne de Rotterdam à Hambourg. En septembre 1829, le Batavier a remorqué l'Atlas sur la Meuse. Plus tard, en septembre 1829, le Batavier de 2 moteurs de 100 ch chacun a été utilisé pour démarrer une ligne vers Londres qui partait initialement d'Anvers au lieu de Rotterdam Ce n'était pas la première ligne vers Londres de NSBM. Le 15 mars 1826, le Lodewijk a été lancée par Fop Smit pour le service entre Mayence et Strasbourg.

### Expériences
Roentgen a lancé trois projets. Le premier projet/expérience de Roentgen était la modification (allongement) d'une frégate de guerre existante pour la propulsion à pales de vapeur. La frégate Rijn a été remorquée hors de l'eau au Rijkswerf Vlissingen à la fin des années 1820. Elle a été coupée en deux afin d'y insérer une section pour une roue à aubes et un moteur de Cockerill. L'expérience a échoué, mais elle est antérieure d'environ 15 ans à la conversion du HMS Penelope, qui a commencé en 1842.
Le second projet a conduit le NSBM à construire l'Atlas. L'idée révolutionnaire était d'utiliser un navire à vapeur pour relier les Pays-Bas aux Indes orientales néerlandaises. Il fut lancé par le chantier naval Hoogendijk in Capelle aan de IJssel le 30 mars 1826. L'Atlas était le plus grand navire à vapeur du monde en 1828, mais n'était pas assez rigide pour la propulsion à vapeur.

### Fidjenoord fondé en 1827
La compagnie maritime NSBM avait commandé localement les navires ci-dessus. Elle a d'abord commandé leurs moteurs en Angleterre, puis à Cockerill, en se basant sur les plans et les conseils de Roentgen. L'idée de la société était que Cockerill aurait le monopole des moteurs à vapeur pour les navires aux Pays-Bas, et ne livrerait qu'à la NSBM. Une explication positive de ce monopole était que le NSBM voulait empêcher que son savoir ne s'échappe par l'intermédiaire de Cockerill, mais bien sûr, il ne pouvait pas tenir. En quelques années, le NSBM et Cockerill sont entrés en conflit à ce sujet. En conséquence, le NSBM a fondé son propre atelier de réparation de machines à vapeur en 1827. Cet atelier de réparation est devenu l'Établissement Fijenoord
En septembre 1827, le chantier naval Fijenoord a réparé le Concordia de la compagnie prussienne de bateaux à vapeur du Rhin. Il a été tiré sur la cale de halage avec des machines et des chaudières à bord et réparé en 6 jours. En 1828, Fijenoord a construit le navire à vapeur Stad Frankfort pour la ligne Mayence-Cologne. Le navire avait 25-30 cv

### Le moteur Compound
Le troisième projet était moins spectaculaire à première vue, mais se révélerait bien plus important. En 1825, le NSBM reçoit une commande de la marine néerlandaise pour un remorqueur à vapeur destiné aux eaux intérieures et aux ports, probablement le même que le "remorqueur pour les rivières et les estuaires" mentionné en avril 1825. Cela a conduit à la construction du remorqueur à vapeur Hercule (1829-1830). En 1828, il n'était toujours pas prêt, et Roentgen décida de réutiliser la machine de l'Agrippina en panne. Lors de ce transfert, la machine fut modifiée pour réutiliser la vapeur d'un cylindre à haute pression pour un cylindre à basse pression. La réutilisation a permis de créer un moteur à action directe avec deux cylindres à haute pression et un cylindre à basse pression. Roentgen (ou sa société) avait ainsi inventé un moteur Compound qui pouvait être utilisé dans les navires. L'invention ne pouvait pas être utilisée pour les navires de mer, car elle nécessitait l'injection d'eau douce dans les condenseurs. En 1829, l'Hercule a servi sur le Rhin. L'Hercule a été nécessaire pour le siège d'Anvers en 1832 et y a servi en utilisant uniquement les cylindres à basse pression. Son moteur a ensuite été terminé en tant que moteur compound. L'invention du moteur compound a été d'une grande importance pour la société car elle a donné au NSBM un avantage concurrentiel. En particulier, ses remorqueurs à vapeur étaient plus puissants et pourtant plus économiques que ceux de la concurrence.

## Les années 1830

### Descriptions du chantier naval

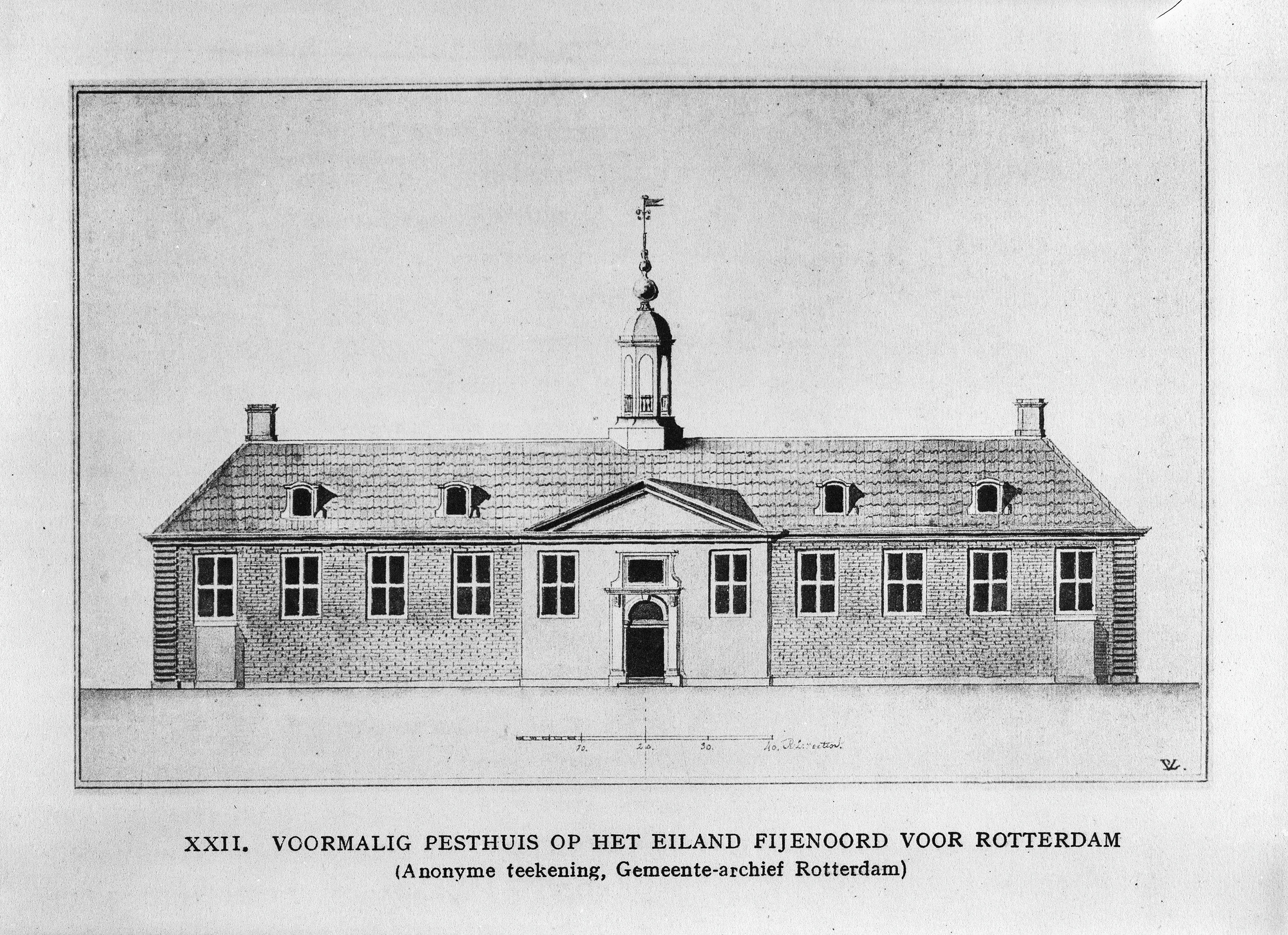
Ancienne Pesthuis (maison de la peste) sur l'île de Fideloord

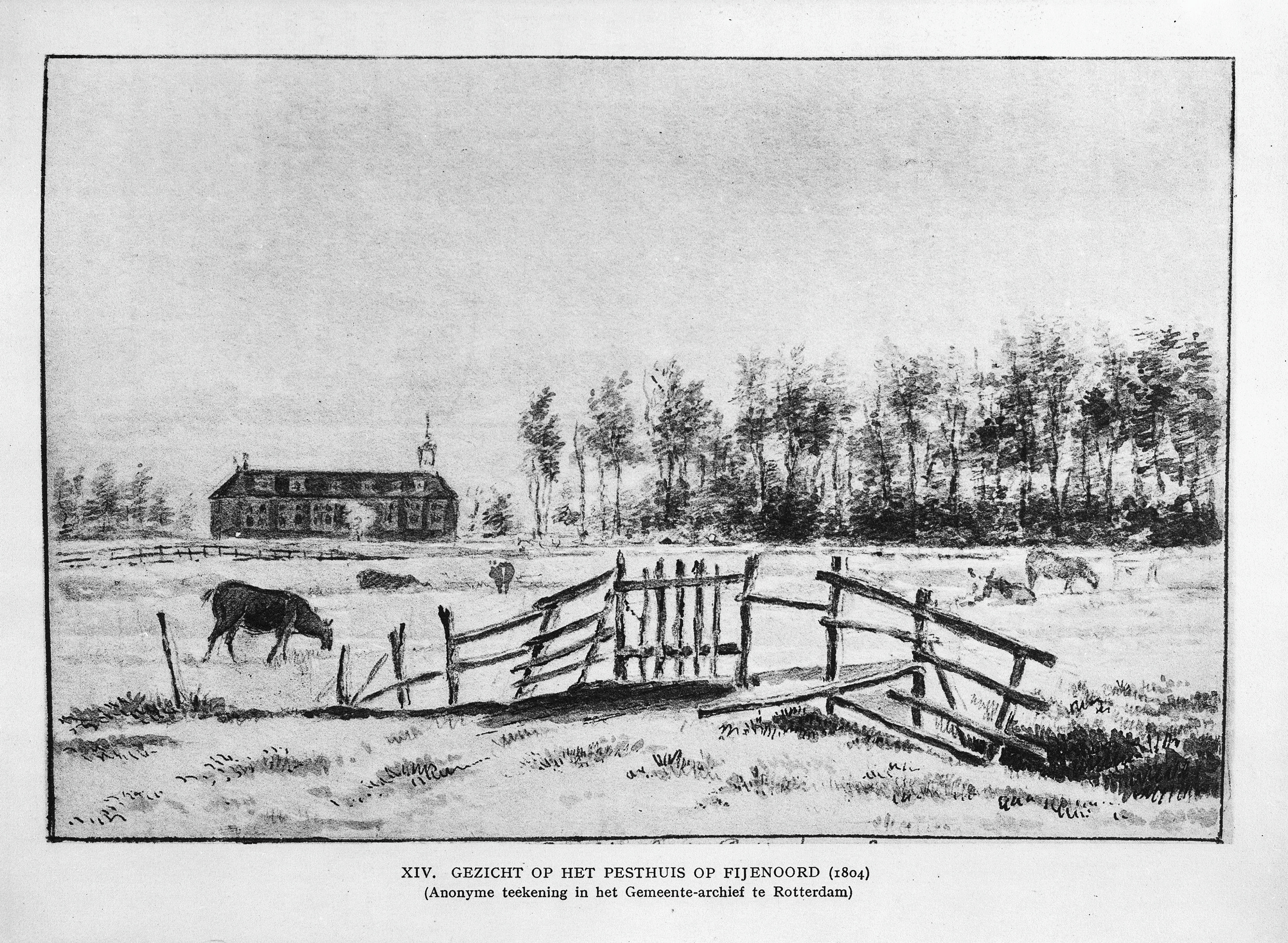
Vue latérale de Pesthuis en 1804

Le 28 octobre 1834, une personne a envoyé à un journal la description d'une visite de l'usine. Il a écrit que l'usine était située sur l'île de Fijenoord, où se trouve maintenant le quartier Feijenoord de Rotterdam. Le bâtiment principal de l'usine était l'ancien Pesthuis, littéralement "maison de la peste", où la ville isolait auparavant les victimes de la peste. Autour, de nombreux bâtiments servant de magasins ou de lieux de travail avaient été érigés. La zone mesurait environ 10 hectares et était bordée par la Meuse et un port dans lequel on pouvait entrer des deux côtés. La zone elle-même était à nouveau traversée par un autre port, les deux ports appartenant à l'usine. Les deux ports étaient dominés par une grande bigue. On prétend que l'une d'elles a soulevé 72 000 kg. Les bateaux à vapeur pouvaient se déplacer sous ces tangons afin de pouvoir y faire entrer et sortir des machines de manière pratique et peu coûteuse. L'un des ports avait un grand toit qui le couvrait contre la pluie. Sous ce toit, les grands navires pouvaient être finis et peints. À l'heure actuelle, le bateau à vapeur Pylades de 190 pieds et 200 cv se trouvait dans le port couvert. Dans une autre partie du chantier naval, il y avait une cale de halage parallèle. Sur celle-ci se trouvait un bateau à vapeur de 220 pieds.
Dans le bâtiment principal se trouvait une fonderie de fer. Elle disposait de trois fours à coupole, d'un fourneau à vent, d'une lourde grue, d'un sous-sol en fer, d'un four pour la cuisson des formes et de toutes les autres choses nécessaires à une fonderie de fer, même pour les pièces les plus lourdes. Un nouveau grand fourneau à vent était en construction afin de pouvoir faire fondre plus de fer en une seule fois. Pendant la visite, une lourde roue dentée (engrenage) de 2 000 kg était en train d'être coulée. À côté de la fonderie de fer, il y avait une "fonderie de métaux" qui faisait référence au bronze à l'époque, et probablement à d'autres métaux.
La grande fonderie avait 14 feux et des grues. Les deux plus grandes étaient destinées à la fabrication de pièces lourdes. Les deux plus grandes étaient destinées à la fabrication de pièces lourdes. À l'époque, un axe très lourd de 13 pouces d'épaisseur était en cours. En avril 1836, la société annonçait en effet qu'elle avait fabriqué plusieurs essieux en fer pour des moulins à vent. L'essieu était fabriqué avec un marteau de 250 kg actionné à la main comme un batteur de pieux. Un marteau à vapeur était en cours de construction. D'un côté de la forge, il y avait une forge de cuivre. De l'autre côté, un bâtiment avec plusieurs grands tours et perceuses. On a dit au visiteur que récemment, plusieurs canons en fer avaient été percés jusqu'à 80 livres. Un autre bâtiment abritait d'autres tours.
Entre ces deux bâtiments, il y avait une machine à vapeur. Elle alimentait la plupart des tours et des perceuses. Elle alimentait en vent les feux de la coupole et de la forge. Elle actionnait également une machine qui faisait des trous dans les tôles et les découpait à la taille voulue. Au deuxième étage de l'un des bâtiments, il y avait encore plus de tours, des installations pour les modélistes et les charpentiers, et une salle de modélisme. On y trouvait des maquettes de plusieurs machines à vapeur, de machines à gouverner, de roues dentées.
Sur le terrain, il y avait également trois bâtiments où l'on fabriquait des chaudières. Il y avait également d'autres bâtiments pour les forgerons, les menuisiers, les peintres, les fabricants de blocs, etc. Le nombre total d'incendies sur le terrain serait de 42, tous en fonctionnement continu. Un grand bâtiment était en construction. Il devait abriter une cale de halage pour deux bateaux à vapeur en fer de 100 pieds chacun. Le nombre total d'employés s'élevait à 500.
En 1838, 900 personnes travaillaient dans l'usine, tandis que 4 navires et 13 machines à vapeur étaient en cours de fabrication. L'année 1838 vit également la construction d'une usine de fabrication de machines pour l'industrie textile.
Lors d'une visite en novembre 1839, deux navires en fer pour le Rhin étaient presque terminés. Le Batavia était en construction. La construction du Mosel vient de commencer, et un nouveau navire de fer pour une ligne vers Anvers a été mis en chantier en octobre et devrait être lancé en février. La fonderie de fer s'occupe de certaines parties d'un pont qui sera construit à Rotterdam selon un projet de Rose. En moyenne, la fonderie livrait 20 tonnes de fer par semaine.

### Des bateaux à vapeur dignes de la mer
Le 17 décembre 1834, le navire à vapeur Pylades fait ses essais. Il avait 56 m de long, 200 CV et trois mâts avec un plan de voilure de goélette. Il aurait été vendu au département des colonies pour servir dans les Indes orientales. Le 2 janvier 1835, le Pylades coula après quelques heures de navigation, et le Département des colonies eut la chance de ne payer que 100 000 florins sur un prix total de 350 000 florins. La somme totale dépendait de certaines conditions, dont l'une était l'arrivée du Pylades à Batavia.
Le 10 mai 1838, un navire de mer du type du Batavier a été mis à l'eau.

### Les bateaux à vapeur sur le Rhin
L'importance de Fijenoord pour les Pays-Bas réside dans sa construction de remorqueurs lourds. Après l'indépendance de la Belgique, il était possible que la Belgique élimine le commerce de transit néerlandais vers l'Allemagne en construisant une ligne de chemin de fer d'Anvers à Cologne, qui serait réalisée d'Anvers à Liège, Aix-la-Chapelle et Cologne en 1843, à une époque où le port d'Anvers était beaucoup plus accessible que celui de Rotterdam. Cependant, le remorqueur lourd tirait les barges fluviales vers l'amont et s'avéra plus qu'à la hauteur du transport ferroviaire, surtout pour les marchandises en vrac.
La vitesse moyenne du Rhin est d'environ 3 nœuds, mais dans les endroits étroits, elle peut être le double de cette valeur. À l'époque, un bateau à vapeur qui atteignait 8 nœuds était considéré comme rapide. Les premiers bateaux à vapeur sur le Rhin ont connu le succès s'ils pouvaient naviguer en amont de façon rentable par eux-mêmes tout en transportant suffisamment de passagers et de fret pour couvrir les coûts. À cet égard, le rapport puissance/poids plus élevé d'un moteur à haute pression, ou mieux encore, d'un moteur mixte, contribue à la faisabilité économique. Il en va de même pour la traction d'autres navires à contre-courant sur de longues distances. En 1830, l'Hercules et le Stad Keulen remorquaient des bateaux avec une charge allant jusqu'à 10 000 quintaux sur le Rhin jusqu'à Emmerich, où le courant plus rapide commence, et ne continuaient ensuite qu'avec leur propre cargaison de 2 500 à 3 000 quintaux.
En 1836, le gouvernement néerlandais a voulu promouvoir l'exportation des biens coloniaux vers l'Allemagne en améliorant le transport sur le Rhin moyen. Il a avancé 260 000 florins pour construire un remorqueur à vapeur destiné à servir sur le Rhin entre Lobith et Cologne. Ce remorqueur fut baptisé Laurens Koster. Le service commença en octobre 1838, mais fut interrompu par le gouvernement au début de 1841. Le NSBM n'avait peut-être rien à voir avec la ligne, mais Fijenoord a probablement construit le Laurens Koster. Le gouvernement a récupéré les 260 000 florins en soustrayant 200 000 florins du prix du Batavia, et en acceptant le remorqueur à vapeur Laurens Koster comme paiement pour les 60 000 restants. Il servirait de navire-école pour la marine.
En 1829, le NSBM avait exploité le Stad Keulen, un navire qui était auparavant le James Watt anglais, et qui avait été allongé au chantier naval Fijenoord. En 1835, Roentgen informa ses actionnaires que le Stad Keulen avait été équipé d'un moteur Compound. En 1835, les Fidji construisaient le navire à vapeur Stad Dusseldorp pour une ligne entre Arnhem et Düsseldorf.

### Navires en fer
Les premiers navires en fer construits par Fijenoord sont l'Hecla et l'Etna, en construction en 1834. L'un mesurait 34 m de long et l'autre un peu moins. Ils furent achevés en 1835 et 1836 et reçurent plus tard les noms de Banda et Ternate (deux îles volcaniques). Elles avaient chacune une caronade de 24 livres, et disposaient de moteurs compound avec un grand et un petit cylindre. Ils ont été démontés après leur construction, puis réassemblés dans les Antilles néerlandaises, où ils étaient destinés à la lutte contre la piraterie. Immédiatement après le réassemblage, l'Hekla a connu des problèmes. Après seulement quelques années de service, ils ont été abandonnés et finalement démantelés.
Le 2 septembre 1837, le NSBM lance un navire à vapeur entièrement en fer de 69 m et 400 ch. C'était le troisième navire en fer construit par Fijenoord. Le 14 décembre 1837, un autre navire en fer a été lancé pour le NSBM. Il devait être utilisé pour une ligne entre Rotterdam et Cologne. Il s'agissait probablement du navire à vapeur De Nederlanden mentionné comme construit en 1838, ayant une coque en bois sur une armature en fer, et destiné à une ligne vers Mannheim. Il était en activité en juillet 1839 et naviguait encore en 1858. Le même 14 décembre 1837 qu'un navire précédent, un autre navire fut mis à l'eau, qui serait entièrement en fer, et servirait sur la même ligne. En octobre 1838, le remorqueur à vapeur en fer De Rijn arriva à Cologne. Il mesurait plus de 62 m de long, 9,41 m de large et avait un tirant d'eau de 1,57 m seulement. Chaque roue à aubes était entraînée par son propre moteur de 250 ch.
En 1838, Fijenoord a construit deux navires qui allaient créer la première liaison/ligne de navigation entre Amsterdam et Cologne. Le 10 mai 1838, le navire à vapeur en fer Admiraal van Kinsbergen est mis à l'eau. Il devait servir de paquebot entre Amsterdam et Kampen. Le message selon lequel, au début du mois de mai 1838, Fijenoord  a lancé les navires à vapeur Admiraal de Ruyter et Graaf van Rechteren pour la Rijn- en IJssel Stoombootmaatschappij fait référence au Van Kinsbergen et à l'autre navire, le 'Drusus'. En effet, l'Admiraal van Kinsbergen serait le navire pour le Zuiderzee, et le Drusus pour le fleuve. Le Drusus en fer a été construit pour la Rijn- en IJssel Stoombootmaatschappij pour être utilisé sur la ligne de Kampen à Cologne qui serait accordée au service par l'Admiraal van Kinsbergen. Le Drusus a été construit spécialement pour la navigation sur l'IJssel. Il mesurait 44 m de long, 5,65 m de large et avait un tirant d'eau de 2,5 pieds, son moteur avait une puissance de 65 ch. L'arrivée du Drusus à Wesel fut accompagnée d'une cérémonie à laquelle participait le prince Guillaume de Prusse.

## Les années 1840
En avril 1841, le roi se rendit à Fijenoord. Afin de commémorer l'événement, le navire à vapeur Rotterdam a été rebaptisé Willem II. Le roi a également inspecté la construction  des navires de guerre Bromo et Merapie, ainsi que le navire à vapeur De Rijn. Le 19 mai 1841, Fijenoord lance un navire de ligne à destination de Venlo de 80 ch et un navire de service à destination de Mannheim de 120 ch, le plus long navire en fer jamais construit en Europe. Il a également coulé un cylindre pour le moteur de 540 ch du Vauban. Il s'agissait du plus gros cylindre jamais coulé en Europe et nécessitait 18 500 kg de fer. La fusion avait été réalisée dans des cubilots et des fours à réverbère, l'utilisation de ces derniers étant une nécessité pour la qualité.
Après le désastre du Pylades en 1835, la construction d'un nouveau navire à vapeur pour les Indes orientales mérite une mention spéciale. En octobre 1839, on apprend qu'un voilier en fer destiné à servir dans les Indes orientales sera construit par Fijenoord . En novembre 1839, le grand vapeur en fer Batavia, prévu pour des moteurs de 300 ch, est en construction. En février 1845, le Batavia est acheté par le ministère des colonies, afin de pouvoir établir une ligne de Batavia à Singapour, ce qui accélère le courrier terrestre vers l'Europe. Le 16 septembre 1845, le Batavia fut enfin mis en service. Le 29 juin 1846, le Batavia revint à Hellevoetsluis après son essai en mer du Nord. Les essais étant satisfaisants, la mise en service du Batavia fut décidée pour le 20 septembre 1846. Cependant, dès le 24 juillet 1846, il fut mis en service par le lieutenant de 1re classe L.C.H. Anemaet. Le 11 septembre 1846, il quitta Hellevoetsluis pour les Indes. En février 1847, le Batavia arriva à Batavia. Il a en effet servi quelques années entre Batavia et Singapour, mais a également été utilisé dans de nombreux autres services. En 1855, il était encore en service actif, mais il fut ensuite transformé en navire de garde à Surabaya. En 1860, il a été déclaré inapte et vendu.
En 1844, Fijenoord a travaillé sur des commandes importantes pour le gouvernement russe. Il a travaillé sur deux paires de moteurs pour des frégates à vapeur russes de 300 ch chacune. Pour la mer Caspienne, il a construit un navire à vapeur en fer de 100 ch et une barge en fer. Pour la Wolga Tugboat Company, Fijenoord a construit un remorqueur à vapeur avec des machines d'au moins 250 cv. Il devait être capable de tirer 2 500 tonnes de marchandises de Samara à Rybinsk en 20 jours, et le voyage à vide en 8 jours. En avril 1846, le remorqueur Wolga avait été remonté à Rybinsk. Le 2 mai, le Wolga quitta alors Rybinsk, tirant deux barges de 122 mètres (400 pieds) de long avec un tirant d'eau de 1,5 mètre (5 pieds). En 16,5 jours, il est arrivé à Samara. En janvier 1847, Fijenoord travaillait sur un remorqueur de 460 chevaux et en avril, un autre remorqueur de la même puissance avait été commandé. En juillet 1847, le barque (en) néerlandais Nederlandsche Nijverheid s'embarque pour la Russie avec une cargaison d'une valeur de 500 000 florins. Elle se composait de deux remorqueurs ainsi que de machines et était accompagnée de 20 hommes (avec leurs femmes et leurs enfants) nécessaires à la construction d'un nouveau chantier naval sur le Volga pour la construction de remorqueurs en fer et de barges en bois.
Le 1er février 1845, un remorqueur à vapeur de 54 m sur 10 m est mis à l'eau pour le service sur le Rhin. C'était le plus grand remorqueur jamais construit pour le Rhin moyen et supérieur, et il était équipé de moteurs de 300 chevaux. Ceux-ci étaient destinés à brûler du charbon de mauvaise qualité. L'idée était qu'il pouvait tirer des péniches chargées de charbon sur ces tronçons du Rhin de manière plus économique que les chevaux. Malgré toutes ces activités, 1844 et la première partie de 1845 furent des années plutôt faibles pour la compagnie. Elle reçut de nouvelles commandes plus tard en 1845, surtout du gouvernement. Durant l'hiver 1845-1846, Fijenoord comptait 1 200 employés.
Alors que la marine néerlandaise construisait des navires de guerre en bois dans ses propres chantiers navals, Fijenoord a reçu des commandes pour d'autres navires de guerre en fer. En août 1845, le bateau à aubes à vapeur en fer Suriname de 110 ch était en construction à Fijenoord. En avril 1846, il est mis en service par le lieutenant B.H. Staring. Il était toujours en service en 1875. En 1845, le navire à aubes à vapeur en fer Onrust (70 ch) est mis en chantier à Fijenoord. Au début de 1846, Fijenoord était en négociation pour un autre navire à aubes à vapeur en fer qui deviendrait le Borneo. Un autre navire à vapeur en fer serait équipé d'une hélice au lieu de roues à aubes. En mai 1847, le Onrust est réassemblé à Surabaya, et en 1848, il effectue son premier voyage. Le 20 avril 1847, le navire à vapeur Borneo (100 ch) arrive à Surabaya à l'état démonté. Il est lancé le 30 juillet 1848 et devrait être prêt en octobre 1848. Le troisième navire à vapeur, le Samarang, était intéressant car il était actionné par une hélice. En janvier 1846, il est noté qu'il est en construction. En mai 1847, le Samarang, le Cerberus et le Suriname naviguent vers Elseneur afin de remorquer le navire néerlandais avec Cereal vers la mer du Nord.
Les Révolutions de 1848 frappent durement Fijenoord. Il a échappé au pire parce qu'il y avait beaucoup de travaux en cours de cette époque. Néanmoins, lorsque Roentgen a pris sa retraite en 1849, la société comptait 400 employés, soit moins qu'en 1845.

## 1850-1870

### Navires commerciaux à hélice
Les années 1850 à 1870 ont été dominées par l'introduction généralisée de la propulsion à hélice. En mai 1851, Fijenoord a lancé le navire à hélice en fer Padang pour la compagnie maritime de Cores de Vries aux Indes orientales. En octobre 1854, il a lancé une goélette en fer à hélice pour le service dans les Antilles. En janvier 1855, il lance le Stad Goes pour la liaison Rotterdam-Goes. En juin 1855, elle met à l'eau une goélette à hélice pour une ligne vers Hambourg, la Maasstroom qui fait des essais en juin 1856. Des commandes de moteurs séparés ont également été passées, par exemple en 1855 pour deux remorqueurs construits par Smit à Kinderdijk. L'une des principales lignes de navigation du NSBM était sa ligne vers Londres. En avril 1850, le NSBM a mis en service le nouveau navire à hélices Fijenoord sur la ligne de Londres.

### Navires de guerre
Les commandes de navires de guerre en fer se poursuivent dans les années 1850. À cet égard, il est remarquable que Fijenoord  ait continué à construire de nombreux navires à roues à aubes jusque dans les années 1870. Au début, les bateaux à aubes étaient de la taille d'une canonnière, puis la capacité de naviguer près des côtes explique la propulsion par roues à aubes. Une autre explication pourrait être que Fijenoord n'avait construit des moteurs à aubes que lorsque le Medusa a été mis en service en 1852, mais à la lumière de ce qui précède, cela ne peut tenir que pour les gros moteurs. L'aspect déroutant de ces navires à roues à aubes est qu'après que l'industrie néerlandaise ait prouvé sa capacité à construire des moteurs pour les gros navires de guerre à hélice, et que la marine néerlandaise aux Pays-Bas se soit tournée vers la propulsion à hélice, la marine néerlandaise des Indes orientales a commencé à commander des navires à roues à aubes plus grands. En général, le "conservatisme" est une mauvaise explication pour un comportement apparemment erratique. Le fait que les navires à hélice nécessitaient une plus grande capacité de cale sèche pourrait être une meilleure explication.
Le 25 septembre 1851, le navire à aubes Celebes est (re)lancé à Surabaya. Il avait les mêmes dimensions que le Borneo, mais avait une quille.En 1853, la canonnière à aubes Amiraal van Kinsbergen, construite par Fijenoord, arrive à Java à bord du Maria Magdalena. Le 20 juillet 1853, elle est (re)lancée à Surabaya. La prochaine canonnière construite par Fidjénoord était la Madura. Le 3 novembre 1857, la Madura fut relancée à Surabaya, avec une note indiquant qu'il était du même type que le Kinsbergen. En 1847/1848, le Onrust  fut surpris et détruit par les rebelles en décembre 1859. En novembre 1862, un nouvel Onrust est lancé à Surabaya.
Les commandes surprenantes de grands bateaux à aubes à vapeur ont commencé au milieu des années 1860. En mai 1866, quatre navires à aubes à vapeur de 200 ch et de 1 000 tonnes de déplacement "principalement destinés au transport" ont été commandés pour le ministère des Colonies, deux à Van Vlissingen en Dudok van Heel et deux à Fijenoord. Sur le chaniter Fijenoord, le Sumatra a été lancé en premier lieu le 12 octobre 1866. Le Timor a été lancé le 13 février 1867. En 1874, ils seront suivis par deux navires de 1 500 tonnes de déplacement. Un autre navire, le Celebes 1874, était remarquable par sa taille de la ligne de flottaison, mais il avait un tirant d'eau de seulement 1,8 mètre, ce qui représentait moins de la moitié de leur déplacement.
La marine a également commandé des machines à vapeur, par exemple pour le HNLMS Medusa. Il en va de même pour le HNLMS Bali, lancé à Kinderdijk en 1856, et pour le HNLMS Wassenaar. En outre pour le HNLMS Groningen et le HNLMS Djambi. Également pour le Bronbeek, lancé à Surabaya en janvier 1861. Les monitors Adder et Haai ont été parmi les premiers navires blindés construits par Fijenoord.

## 1870-1889

### Modernisation
En 1866, Fijenoord comptait environ 1 000 employés. À cette époque, la concurrence de l'Angleterre est devenue meurtrière, tandis que les tarifs douaniers protecteurs pour l'industrie néerlandaise étaient abolis. Le chantier naval a eu la chance de recevoir quelques commandes de la marine néerlandaise. Ces commandes ont également permis d'apprendre à produire un travail de très haute qualité. Un certain nombre de directeurs et de superviseurs anglais ont également contribué à la formation d'employés qualifiés. Le chantier lui-même a été modernisé par la construction d'une nouvelle fonderie et l'achat d'équipements pour le blindage des navires.

### Navires blindés

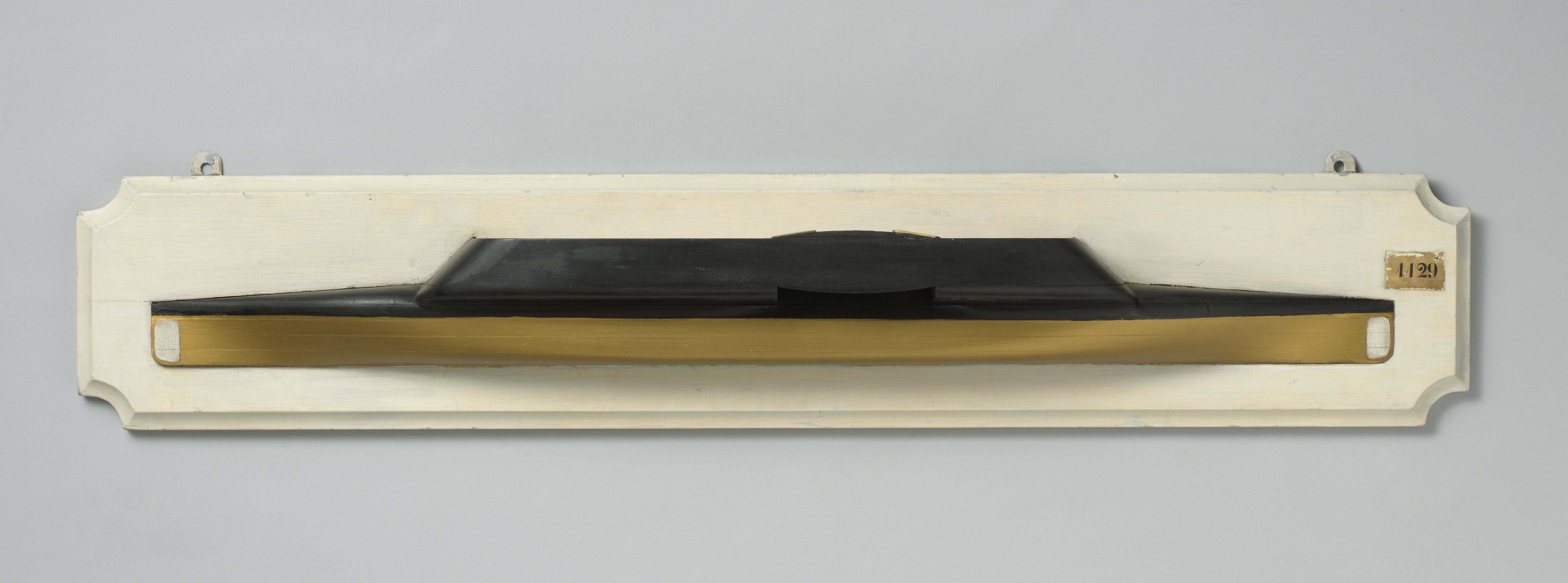
Modèle de blindage du Stoom Kanonneerboot no 1, 1863

En 1862, Fijenoord a posé la quille du Stoom Kanonneerboot No 1. C'était le premier navire blindé nouvellement construit aux Pays-Bas. Il était équipé de moteurs de 120 ch, de deux canons de 60 livres et d'une propulsion à roue à aubes. Elle était aussi longue que les monitors construits plus tard, mais n'avait qu'une largeur de 6,10 m, contre 13,4 m pour les monitors plus récents. En conséquence, il ne déplaçait que 400 tonnes. En plus d'avoir une roue à aubes de propulsion très vulnérable, le Stoom Kanonneerboot No 1 était une simple casemate blindée comme le CSS Virginia, beaucoup plus grand.
Un blindage plus sophistiqué (tourelles) et plus lourd nécessiterait des investissements. Ceux-ci n'étaient possibles que si le gouvernement s'engageait à commander des navires blindés à Fijenoord. En effet, il était prêt à le faire. Une des raisons était que le gouvernement voulait avoir une installation pour réparer les navires blindés dans le sud en cas de guerre. Néanmoins, le blindage du monitor Haai que Fidjenoord construisirent ensuite fut commandé en Angleterre, tandis que celui des navires construits par le Rijkswerf Amsterdam fut formé localement. Plus tard, Fidjenoord achètera une presse hydraulique pour plier les blindages.

### Autres navires de guerre
En 1872, Fijenoord lance les petits navires à hélice Riouw et Banda de 80 ch. En 1873 le Pontianak, et en 1874 le Sambas. En 1876 le Samarang, en 1877 le Bonaire, et en 1878 le Padang de la classe Samarang. En novembre, le Bali est lancé, et en 1879 le Benkoelen.

### Les navires à hélices
Pour la ligne du NSBM vers Londres, Fijenoord lancera le navire à hélices Maasstroom en 1869, le navire à vapeur à aubes Batavier II en 1872, le navire à hélices Holland en 1874 et un second navire à hélices Fijenoord en 1879.

### Les paquebots
Les tentatives de Fijenoord d'entrer sur le marché des paquebots sont d'importance nationale. Les compagnies maritimes néerlandaises n'avaient pas suffisamment confiance dans les capacités de l'industrie locale et avaient donc l'habitude de commander leurs navires à vapeur en Grande-Bretagne. Cela signifie que les chantiers navals néerlandais n'ont acquis aucune expérience dans la construction de ces navires. Pour sortir de cette impasse, le NSBM fit construire un grand navire par Fijenoord sur la base de spéculations. (L'idée était que s'il n'était pas vendu, le NSBM l'utiliserait pour une ligne vers les Indes orientales néerlandaises) Le 27 avril 1881, le Nederland de 98 m fut lancé. Il navigue jusqu'à Baltimore en septembre 1881, et avec une consommation de charbon efficace de seulement 0,86 kg/cv/h, il s'avère être un succès complet. En mai 1882, le Nederland est vendu à la Nederlandsch-Amerikaansche Stoomvaartmaatschappij (NASM), qui le rebaptise Leerdam. (La NASM donnait à ses navires le nom de lieux se terminant par "Dam", la NASM est maintenant appelée Holland America Line, et continue cette pratique)
Le fait que Fijenoord ait obtenu une commande pour le deuxième paquebot, le Zaandam, signifie que le pari de construire le Nederland a été payant : Le Nederland étant toujours en service, la Nederlandsch-Amerikaansche Stoomvaartmaatschappij a commandé le Zaandam comparable sans avoir de preuve réelle des capacités mécaniques du Nederland. Le Zaandam a été mis en place au début du mois de mai 1881, avant le lancement de l'essai du Nederland en août. Malgré le succès de ces deux navires, le NSBM a perdu de l'argent à cause de son coût trop élevé.
La commande d'un troisième paquebot, le 'Edam, est le fruit d'un accident. En août 1881, un navire à vapeur, le Edam, avait été lancé pour le NASM à Dumbarton. Le 1er janvier 1882, ce navire quitte Rotterdam pour New York, et subit tellement de dommages lors d'une tempête, qu'il doit être sauvé par le Napier du capitaine Anderson. Le Edam reprit du service, mais le 21 septembre 1882, il fut touché au milieu par le SS Lepanto et coula en 20 minutes. En octobre 1882, le NASM passa alors un contrat avec Fijenoord pour un nouvel Edam de dimensions comparables, mais en acier. Le nouvel Edam fut lancé le 30 août 1883.

## 1890-1913

### Navires de guerre
Dans la période 1890 - 1913, Fijenoord reçoit régulièrement environ un tiers des ordres de la marine néerlandaise. En général, les classes répétitives de navires comptaient trois unités. Un construit par le Rijkswerf Amsterdam, un par le Schelde et un par le Fijenoord.

### Le KPM

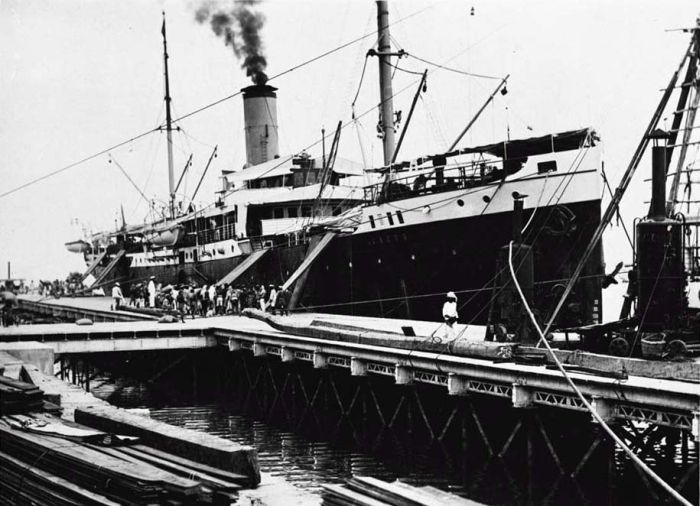
Le bateau à vapeur KPM S.S. 's Jacob dans le port de Makassar, vers 1907-1914

À partir de 1863, la Nederlandsch-Indische Stoomvaartmaatschappij britannique avait obtenu la concession d'un certain nombre de lignes maritimes subventionnées dans les Indes orientales néerlandaises. En contrepartie, elle n'avait commandé que deux des navires nécessaires aux Pays-Bas. La Koninklijke Paketvaart-Maatschappij a été fondée en 1888 et a obtenu la concession. La KPM est devenue très importante pour l'industrie néerlandaise de la construction navale, car elle allait commander tous ses navires aux Pays-Bas. Le type de navires requis a également permis à l'industrie navale néerlandaise de rattraper la concurrence étrangère.
Les premiers navires que Fijenoord a construit pour le KPM ont été le Carpentier, lancé le 5 juin 1890 et le Van Diemen, lancé le 16 juillet 1890. Pour le KPM, Fijenoord a construit plus tard, par exemple, le Oranje (1903), SS 's Jacob (1907), le Melchior Treub (1912) et le Van Overstraten (1912)

### Le NSBM devient Fijenoord
Pendant un certain temps, les lignes maritimes du NSBM n'avaient pas fonctionné de manière satisfaisante. En 1895, le NSBM a donc finalement décidé de mettre fin à ses activités de transport maritime. L'ancienne ligne Batavier de Rotterdam à Londres fut vendue à Wm. H. Müller, ce qui signifiait que le nom officiel de la compagnie : "Nederlandsche Stoomboot Maatschappij" est devenu assez étrange. En 1895, le nom a été changé en NV Maatschappij voor Scheeps- en Werktuigbouw Fijenoord, ce qui reflétait mieux les activités de la société. C'est sous ce nom qu'elle fusionnera avec la NV Dok en Werf Maatschappij pour devenir Wilton-Fijenoord.

## 1914-1929

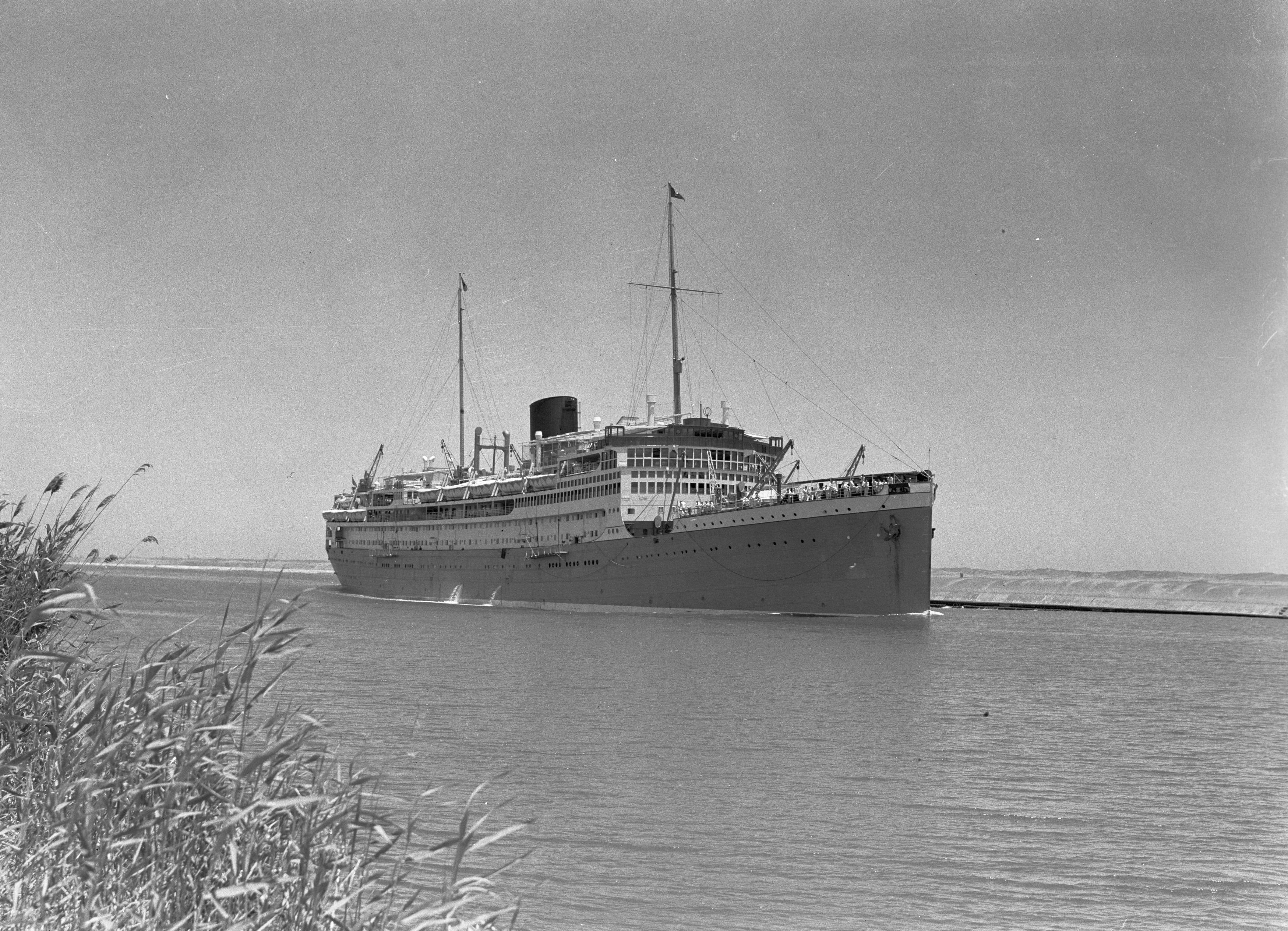
Le SS Baloeran a été lancé par Fijenoord en 1929

Pendant la Première Guerre mondiale, les chantiers navals néerlandais ne pouvaient pas être très actifs car les matières premières qu'ils devaient importer se faisaient rares. Néanmoins, de nombreuses entreprises manufacturières néerlandaises ont réalisé des bénéfices élevés, surtout pendant les premières années de la guerre. C'était également le cas pour Fijenoord, qui ont pu amasser des fonds qu'ils utiliseront pour moderniser l'entreprise après la guerre.
Les années d'après-guerre ont été généralement bonnes pour Fijenoord. Une baisse a été causée par une très longue grève en 1921, et l'hyperinflation allemande de 1921-1923 qui a fait pression sur les prix. Après cela, les résultats se sont améliorés. En 1923, Fijenoord a acquis une licence pour la construction de moteurs diesel MAN. En 1925, un nouveau pont roulant a été installé et en 1926, une nouvelle fonderie a été mise en service. À partir de 1926, l'entreprise connaît un succès croissant dans le domaine des moteurs pour navires marchands.
En juin 1917, le croiseur Celebes de la classe Java avait été déposé à Fijenoord. L'évolution politique a fait que ce navire a été annulé, et aucun navire sérieux n'a été commandé pour la marine dans les années d'après-guerre. Le chantier naval a dû construire un certain nombre de sous-marins et deux destroyers.

## Fusion avec Wilton
En 1929, les pourparlers ont abouti à un accord de fusion financière entre Fijenoord et Wilton. Les actions de Fijenoord et de Wilton ont été échangées contre des actions dans une nouvelle société unie : Dok- en Werf-Maatschappij Wilton-Fijenoord. Le rapport entre la valeur de Wilton et celle de Fijenoord était de 15,5 pour 3, ce qui montre clairement que Fijenoord a été dépassé par Wilton.
Les cales et autres installations ont continué pendant un certain temps sur le site de Fijenoord avant que la nouvelle société ne puisse concentrer toutes ses activités à Schiedam.

## Quelques navires construits
| Navire                 | Type             | Lancé             | Longueur  | Maître-bau    | Tirant d'eau | Puissance                | Notes                                                                                           |
| ---------------------- | ---------------- | ----------------- | --------- | ------------- | ------------ | ------------------------ | ----------------------------------------------------------------------------------------------- |
| Maasstroom             | Navire à hélice  | 18 septembre 1869 |           |               |              |                          | Pour la NSBM London line                                                                        |
| Haai                   | Monitor          | 1871              | 59        | 13.4          | 3.0          | 560–740 ihp (420–550 kW) | Classe Adder                                                                                    |
| Batavier II            | Navire à hélice  | 24 février 1872   |           |               |              |                          | Pour la NSBM London line                                                                        |
| Holland                | Navire à hélice  | 30 mars 1874      |           |               |              |                          | Pour la NSBM London line                                                                        |
| Luipaard               | Monitor          | 1876              | 59        | 13,4          | 3,0          | 560–740 ihp (420–550 kW) | Classe Adder                                                                                    |
| Fijenoord              | Navire à hélice  | 20 mai 1879       | 62 m      | 8,62          |              | 120 hp                   | Pour NSBM London line, dimensions identique au Holland                                          |
| Leerdam (ex-Nederland) | Paquebot         | 27 avril 1881     | 98 m      |               |              | 1 260 hp                 | 2 700 tonnes, plus tard vendu à la NASM                                                         |
| Zaandam                | Paquebot         | 3 mai 1882        | 100 m     | 12 m          | 7,25 m       |                          | Pour le NASM, capacité 2 900 tonnes, déplacement 6 300 t                                        |
| Edam                   | Paquebot         | 30 août 1883      |           |               |              |                          | Pour le NASM                                                                                    |
| Didam                  | Paquebot         | 8 février 1891    | 328 pieds | 40 pieds      | 19 pieds     | 2 500 ihp                | Capacité 2 200 tonnes. Pour le NASM, sœur du Dubbeldam construit par Bonn en Mees à Katendrecht |
| Piet Hein              | Croiseur protégé | 16 août 1894      | 86,2 m    | 14,3 m        | 5,2 m        | 4 700 hp                 | Classe Evertsen                                                                                 |
| Friesland              | Croiseur protégé | 4 novembre 1896   | 93,3 m    | 14,8 m Classe | 5,4 m        | 10 000 ihp               | Classe Holland                                                                                  |
| Gelderland             | Croiseur protégé | 28 septembre 1898 | 94,8 m    | 14,8 m        | 5,4 m        | 10 500 ihp               | Classe Holland                                                                                  |
| De Ruyter              | Croiseur protégé | 28 septembre 1901 | 96,6 m    | 15,2 m        | 5,8 m        | 6 500 ihp                | Classe Koningin Regentes                                                                        |
| Vos                    | Destroyer        | 28 juin 1913      | 70,5 m    | 6,6 m         | 2,8 m        | 8 500 hp                 | Classe Wolf                                                                                     |
| Panter                 | Destroyer        | 9 septembre 1913  | 70,5 m    | 6,6 m         | 2,8 m        | 8 500 hp                 | Classe Wolf                                                                                     |
| Van Galen              | Destroyer        | 28 juin 1928      | 98 m      | 9,5 m         | 3,0 m        | 31 000 hp                | Classe Admiralen                                                                                |
| Witte de With          | Destroyer        | 11 septembre 1928 | 98 m      | 9,5 m         | 3,0 m        | 31 000 hp                | Classe Admiralen                                                                                |

### Sources
- (nl) Lintsen, H.W. (1993), Geschiedenis van de techniek in Nederland. De wording van een moderne samenleving 1800-1890. Deel IV
- (nl) Lintsen, H.W. (1994), Geschiedenis van de techniek in Nederland. De wording van een moderne samenleving 1800-1890. Deel V
- (nl) Westerman, M. (1829), De Nederlandsche Hermes, Tijdschrift voor Koophandel, Zeevaart en Nijverheid (vierde jaargang n1)
- (nl) Nationaal Archief (1966), INVENTARIS VAN HET ARCHIEF VAN WILTON FIJENOORD
- (nl) West, van, S. (1954), "1 April 1977 Jubileumnummer", Wilton Fijenoord Nieuws
- (nl) Cleef, van, H.M.F. (1858), Het IJzeren schip